# Хутта
Хутта — река в России, протекает по территории Надымского района Ямало-Ненецкого автономного округа. Один из правых притоков реки Хейгияха, впадает в неё на 38-м километре от устья. Длина реки составляет 20 км.

## Данные водного реестра
По данным государственного водного реестра России относится к Нижнеобскому бассейновому округу, водохозяйственный участок реки — Надым, речной подбассейн реки — подбассейн отсутствует. Речной бассейн реки — Надым.
По данным геоинформационной системы водохозяйственного районирования территории РФ, подготовленной Федеральным агентством водных ресурсов:
- Код водного объекта в государственном водном реестре — 15030000112115300050958
- Код по гидрологической изученности (ГИ) — 115305095
- Код бассейна — 15.03.00.001
- Номер тома по ГИ — 15
- Выпуск по ГИ — 3